# Lądowisko Olsztyn-Szpital
Lądowisko Olsztyn-Szpital – lądowisko sanitarne w Olsztynie, w województwie warmińsko-mazurskim, położone przy ul. Żołnierskiej 18. Przeznaczone jest do wykonywania startów i lądowań śmigłowców sanitarnych i ratowniczych w dzień i w nocy o dopuszczalnej masie startowej do 5700 kg. 
Zarządzającym lądowiskiem jest Wojewódzki Szpital Specjalistyczny. W roku 2012 zostało wpisane do ewidencji lądowisk Urzędu Lotnictwa Cywilnego pod numerem 141.